# Steve Cardenas
Steve Cardenas, właściwie Stephen Antonio Cardenas (ur. 29 maja 1974 w Langley) – amerykański aktor i zawodnik sztuk walki. Popularność przyniosła mu rola Rocky’ego DeSantosa w serialach Mighty Morphin' Power Rangers i Power Rangers Zeo.